# Перфузиология
Перфузиология — медицинская специальность, которая заключается в обеспечении врачом-перфузиологом искусственного кровообращения при проведении операций на открытом сердце и кровеносных сосудах, для которых необходимо выключение сердца из кровообращения. В России таким специалистом обычно является специалист с высшим медицинским образованием, чаще всего врач- анестезиолог-реаниматолог, прошедший специальное дополнительное обучение. В странах Запада таким специалистом может быть специалист с биологическим или медико-техническим образованием.

В 1996 году образован Российский профсоюз медицинских работников экстракорпоральных технологий (РocЭКТ), объединивший перфузиологов России, Украины, Белоруссии, Узбекистана и Казахстана. Профсоюз проводит регулярные (раз в два года) съезды. Последний Съезд РосЭКТ прошел в 2020 году в Казани.